# Heterocola rufiventris
Heterocola rufiventris là một loài tò vò trong họ Ichneumonidae.